# Mercedes Llopart
 (juillet 2024).
Si vous disposez d'ouvrages ou d'articles de référence ou si vous connaissez des sites web de qualité traitant du thème abordé ici, merci de compléter l'article en donnant les références utiles à sa vérifiabilité et en les liant à la section « Notes et références ».
Répertoire
Elsa dans Lohengrin, Marschallin dans Der Rosenkavalier, la Comtesse dans Le nozze di Figaro, Alice Ford dans Falstaff, le rôle-titre dans Tosca, etc.
Scènes principales
opéra de Rome, arènes de Vérone, Teatro alla Scala, Royal Opera House, opéra de Monte-Carlo
Mercedes Llopart (Barcelone, 1895-Milan, 2 septembre 1970) est une soprano espagnole qui après son retrait de la scène devient un célèbre professeur de chant. 

## Biographie
Mercedes Llopart est née à Barcelone en 1895, où elle fait ses études de chant et ses débuts en 1915. Elle part ensuite vers l'Italie où elle chante dans plusieurs petits théâtres avant de débuter à l'Opéra de Rome en 1920. Elle parait alors aux Arènes de Vérone en 1922, au Teatro Massimo de Palerme en 1923, au Teatro Carlo Felice de Gênes en 1925.
En 1924, à l'invitation de Arturo Toscanini, elle débute au Teatro alla Scala à Milan, dans le rôle de Sieglinde dans Die Walküre, et y crée en 1927 le rôle de Dolly dans l'opéra Sly de Ermanno Wolf-Ferrari. Elle parait également au Royal Opera House de Londres (1926) et à l'Opéra de Monte-Carlo (1929). Son répertoire inclut Elsa dans Lohengrin, Marschallin dans Der Rosenkavalier, la Comtesse dans Le nozze di Figaro, Alice Ford dans Falstaff, le rôle-titre dans Tosca, etc.
Elle se retire de la scène en 1945 et devient un professeur de chant réputé à Milan, parmi ses élèves les plus célèbres on compte : Anna Moffo, Renata Scotto, Fiorenza Cossotto, Alfredo Kraus, Ivo Vinco (en), Elena Souliotis. 
Elle meurt à Milan, le 2 septembre 1970.

## Source
- Ressources relatives à la musique :   - Discogs
  - MusicBrainz
- Notice dans un dictionnaire ou une encyclopédie généraliste :   - Gran Enciclopèdia Catalana
- Notices d'autorité :   - Espagne
- Operissimo.com